# Descarga sólida
Descarga sólida é a quantidade de sedimentos transportados pela seção transversal de um curso de água num determinado intervalo de tempo (por exemplo, toneladas por dia).
A descarga sólida total é a soma de dois tipos de sedimento. O primeiro é a descarga sólida em suspensão (Qss), formada pelas partículas mais leves (argila, siltes). Elas podem se originar tanto da bacia vertente quanto do fundo e paredes da calha, e são transportadas em suspensão pela água do rio.
O segundo tipo é a descarga sólida de leito (Qsl) ou arraste, que é todo o sedimento transportado junto ao leito do rio, seja por rolamento, deslizamento ou saltação. É formado exclusivamente de material mais pesado (areia, pedregulhos) encontrado no fundo.